# Нейромедіатори

Схема процесу передачі нервового сигналу в хімічному синапсі

Нейромедіа́тори, або нейротрансмі́тери (посередники, «медіатори») — біологічно активні хімічні речовини, за допомогою яких здійснюється передача електричного імпульсу з нервової клітини через синаптичний простір. Нейромедіатори характеризує здатність реагувати зі специфічними білковими рецепторами клітинної мембрани, ініціюючи ланцюг біохімічних реакцій, що викликають зміну трансмембранного струму іонів, що приводить до деполяризації мембрани і виникнення потенціалу дії.
До нейромедіаторів відносять як деякі малі молекули (катехоламіни): серотонін, дофамін, адреналін, норадреналін, гістамін, ацетилхолін, глютамат, аспартат, гліцин, ГАМК, ендоканабіноїд, N-ацетиласпартилглутамат, так і деякі пептиди (близько 50): вазопресин, соматостатин, нейротенсин.

## Історія
Наприкінці 1800-х років дослідники почали ідентифікувати специфічні хімічні речовини в нервовій системі, такі як ацетилхолін, який відкрив німецький фізіолог Отто Леві в 1921 році. Відкриття Леві ролі ацетилхоліну в передачі нервових сигналів принесло йому Нобелівську премію з фізіології та медицини в 1936 році.
Дослідження нейромедіаторів продовжило розвиватися в середині 20-го століття з відкриттям інших основних нейромедіаторів, таких як дофамін, серотонін і норадреналін. Ці відкриття проклали шлях для розробки ліків, які націлені на конкретні нейромедіаторні системи, які зробили революцію в лікуванні психічних розладів.
У 1950-х роках сформувалась, як галузь науки, нейрохімія. Відгалуження нейрохімії у самостійну наукову дисципліну почалося з публікації серії матеріалів конференції «International Neurochemical Symposia», перший том якої опублікований у 1954 році мав назву «Біохімія нервової системи, що розвивається» (англ. Biochemistry of the Developing Nervous System). Ці конференції привели до заснування Міжнародного товариства нейрохімії (англ. International Society for Neurochemistry) а також Американського товариства нейрохімії (англ. American Society for Neurochemistry). На зібраннях цих товариств уперше обговорювалась роль нейромедіаторів, таких як ацетилхолін, гістамін, серотонін, у функціонуванні нервової системи.

## Список деяких відомих речовин-нейромедіаторів
Амінокислоти:
- ГлутаматГлутамат
- Аспартат
- D-серин
- γ-аміномасляна кислота (ГАМК)
- Гліцин
- Глутамінова кислота

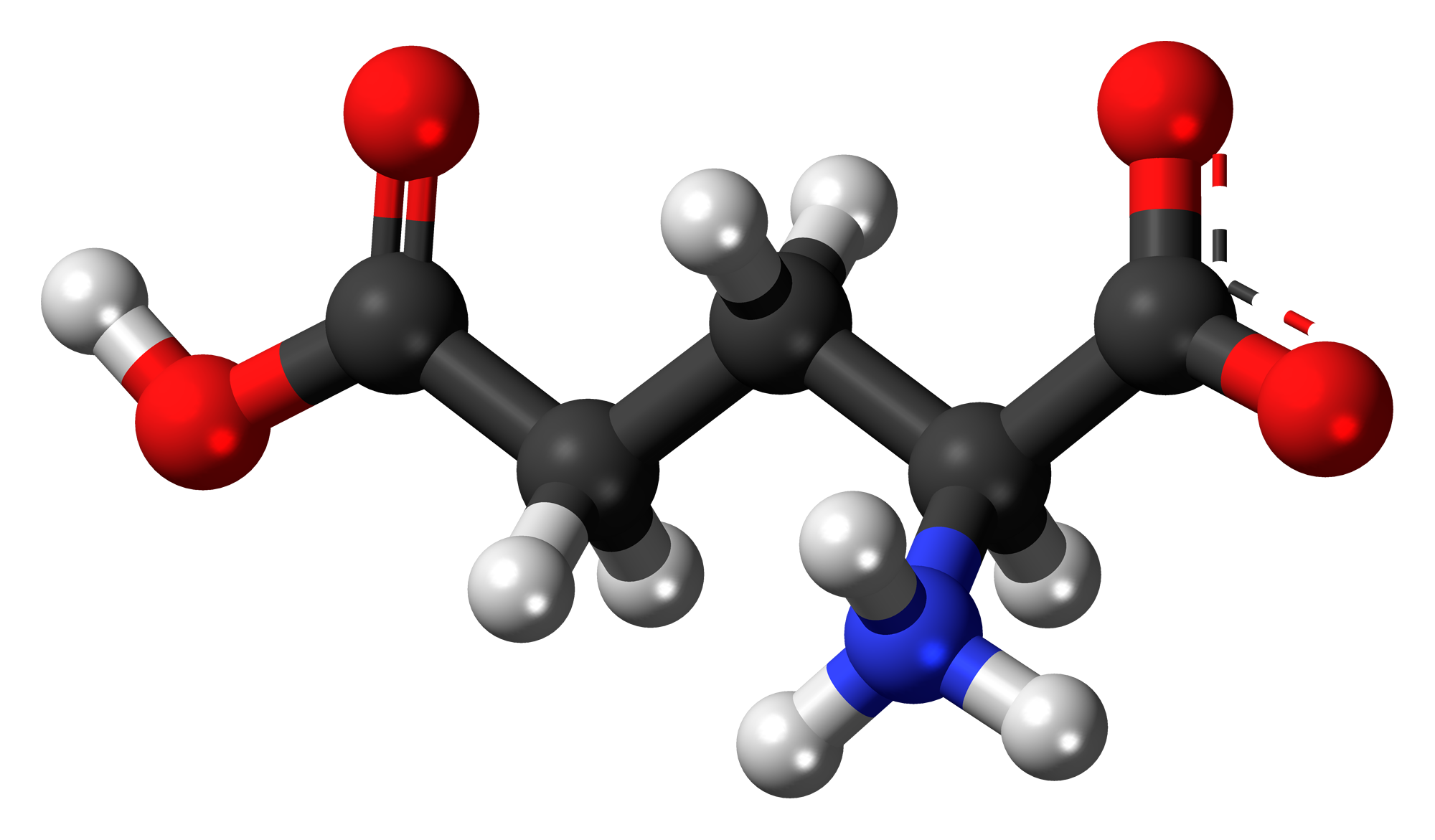
Глутамат

Сигнальні молекули газоподібних речовин
- Оксид азоту(II)
- Монооксид вуглецю
- Сірководень

Моноаміни:
- Адреналін
- Норадреналін
- Дофамін
- Гістамін
- Серотонін

Пептиди
- Соматостатин
- Субстанція P
- CART
- Опіоїдні пептиди

Пуринові нуклеотиди та нуклеозиди
- АТФ
- Аденозин

А також:
- Фенілетиламін
- Тирамін
- Ацетилхолін
- Анандамід
- Вазоактивний інтестинальний пептид
- Окситоцин
- Таурин
- Триптамін
- Ендоканнабіноїди
- N-ацетиласпартилглутамат

Нейромедіатори є, як і гормони, первинними месенджерами, але їхнє вивільнення і механізм дії в хімічних синапсах сильно відрізняється від гормонів. Везикули пресинаптичної мембрани, що містять нейромедіатор, вивільняють його в синаптичну щілину. Вивільнений нейромедіатор потім дифундує через щілину і зв'язується з рецепторами на постсинаптичній мембрані. Дифузія є повільним процесом, але перетин короткої дистанції, яка розділяє пре-і постсинаптичні мембрани (0,1 мкм або менше), відбувається досить швидко і дозволяє здійснювати швидку передачу сигналу між нейронами або між нейроном і м'язом.
Нестача будь-якого з нейромедіаторів може викликати різноманітні порушення, наприклад, різні види депресії. Також вважається, що формування залежності від наркотиків і тютюну пов'язано з тим, що при вживанні цих речовин задіюються механізми виробництва нейромедіатора серотоніну, а також інших нейромедіаторів, що блокують (витісняють) аналогічні природні механізми.

### Журнали
- Synapse
- Molecular and Cellular Neurosciences
- Molecular Neurobiology
- Cellular and Molecular Neurobiology

### Книги
- Нейротрансмітери та ефективність дихання секреторних тканин / С. К. Гордій, О. В. Іккерт, Н. М. Кургалюк та ін.: Монографія. – Львів: Видавничий центр ЛНУ імені Івана Франка, 2006. – 233 с.
- Basic Neurochemistry: Molecular, Cellular and Medical Aspects (8th ed.) / Edited by Scott T. Brady, George J. Siegel et al. — Academic Press, 2012. ISBN 978-0-12-374947-5
- Kandel, E. R., Schwartz, J. H., & Jessell, T. M. (2000). Principles of neural science (4th ed.). McGraw-Hill, Health Professions Division.
- John H. Byrne, Ruth Heidelberger and M. Neal. (2014). From Molecules to Networks An Introduction to Cellular and Molecular Neuroscience. Academic Press. ISBN 978-0-12-397179-1
- Gordon M. Shepherd. (2003). The synaptic organization of the brain. Oxford ; New York :Oxford University Press. ISBN 978-0195159561

| МРТ зображення мозку людини | Це незавершена стаття з нейронауки. Ви можете допомогти проєкту, виправивши або дописавши її. |